# ブランドン (マニトバ州)
ブランドン（英: Brandon）は、カナダのマニトバ州の都市。州南西部のウェストマン（Westman）地域に位置する。ウィニペグに次ぐ州内第2の都市である。人口は約51,000人。主な産業は農業及び農産物関係。愛称は"The Wheat City"（小麦の町）。

## 地理
ブランドンはマニトバ州南西部、アシニボイン川岸に出来た町。カナダ大平原にある「アスペン・パークランド」という生態系に属する土地である。地形は主に平坦で、ブランドン丘陵が南側にあり、マニトバ断層崖が北側にある。ダック・マウンテン州立公園とライディング・マウンテン国立公園が町の北部のマニトバ断層崖の内側にある。

## 交通

### 空港
- ブランドン空港

### 長距離バス
- ブランドンエアシャトル：ウィニペグ空港まで毎日3便運行。
- ライダーエクスプレス：ウィニペグ - レジャイナ間を週1便運行。

### 市内交通
- ブランドン交通局（Brandon Transit）：市バスを運行（日曜は運休）。

### 高速道路
- トランスカナダハイウェイ1号線が町中心部から北へ約5kmの辺りを東西に通っている。

## 教育
主な高等教育機関としてブランドン大学などがある。

## 観光
- リバーバンク・ディスカバリー・センター（Riverbank Discovery Centre）：アシニボイン川岸周辺のトレイルや自然観察の情報センター。
- コモンウェルス・航空訓練計画博物館（Commonwealth Air Training Plan Museum、CATP Museum）：第二次大戦時のイギリス連邦諸国空軍の航空訓練 (British Commonwealth Air Training Plan) をブランドンにて実施していた史実を記念した博物館。